# Eure Kinder
Eure Kinder ist ein Lied des österreichischen Rappers Chakuza, das er zusammen mit dem deutschen Rapper Bushido aufnahm. Der Song ist die erste Singleauskopplung seines ersten Soloalbums City Cobra und wurde am 23. Februar 2007 veröffentlicht.

## Inhalt
| Liedteil   | Künstler            |
| 1. Strophe | Chakuza             |
| Refrain    | Bushido und Chakuza |
| 2. Strophe | Bushido             |
| 3. Strophe | Chakuza und Bushido |

In Eure Kinder wenden sich Chakuza und Bushido an die Eltern ihrer größtenteils jugendlichen Hörerschaft. Diesen werfen sie vor, fälschlicherweise ihre Musik für das schlechte Verhalten der Kinder verantwortlich zu machen. Beide rappen über das Leben in sozialen Brennpunkten, das von Kriminalität und Drogenkonsum geprägt ist. Dabei betonen sie, dass ihre Lieder nur ein Spiegel dessen sind, was wirklich in der Gesellschaft passiere. Letztendlich weisen die Rapper jede Schuld von sich, da die Eltern selbst verantwortlich für das Verhalten ihrer Kinder seien.

„Es tut mir leid (tut mir leid), wenn ihr meint (wenn ihr meint)

Ich hab’ sie dazu gebracht, es sind eure Kinder

Und es reicht (und es reicht), es ist leicht (es ist leicht)

Ich hab’ sie nie dazu gemacht, es sind doch eure Kinder“

## Produktion
Der Song wurde von dem österreichischen Musikproduzenten-Duo Beatlefield, bestehend aus Chakuza und DJ Stickle, produziert. Beide fungierten zusammen mit Bushido auch als Autoren. Die Musik enthält ein Sample des Liedes Rhythm Is a Dancer von Snap! aus dem Jahr 1992.

## Musikvideo
Bei dem zu Eure Kinder gedrehten Musikvideo führte der Regisseur Hinrich Pflug Regie. Es verzeichnet auf YouTube mehr als 28 Millionen Aufrufe (Stand Februar 2021).
Das Video zeigt Chakuza und Bushido, die den Song auf einer Bühne in einer Halle, unter größtenteils grünlicher Beleuchtung, vor einer ihnen zujubelnden Menschenmenge rappen. DJ Stickle ist ebenfalls auf der Bühne zu sehen. Einzelne Szenen zeigen Chakuza backstage, wie er eine Wasserflasche fängt, diese über sich ausschüttet und später Bushido begrüßt.

## Single

### Covergestaltung
Das Singlecover zeigt Chakuza, der ein schwarzes Basecap trägt und den Betrachter mit ernstem Blick ansieht. Mitten im Bild steht der weiße Schriftzug Chakuza, während sich im unteren Bildteil die Schriftzüge Feat. Bushido sowie Eure Kinder, ebenfalls in Weiß, befinden. Der Hintergrund ist orange und schwarz gehalten.

### Titelliste
1. Eure Kinder – 3:54
2. Eure Kinder (Instrumental) – 3:54
3. Eure Kinder (RAF Remix) – 3:57
4. Eure Kinder (Screwaholic Remix) – 3:57
5. Eure Kinder (RAF Remix Instrumental) – 3:57
6. Eure Kinder (Screwaholic Remix Instrumental) – 3:59
7. Eure Kinder (Video) – 3:39

### Chartplatzierungen
Eure Kinder stieg am 9. März 2007 auf Platz 27 in die deutschen Singlecharts ein und erreichte zwei Wochen später mit Rang 25 die beste Platzierung. Insgesamt konnte es sich 13 Wochen lang in den Top 100 halten. In Österreich erreichte der Song Position 51 und hielt sich vier Wochen in den Charts, wogegen er sich in der Schweiz nicht platzieren konnte.
| ChartsChartplatzierungen | Höchstplatzierung | Wochen |
| ------------------------ | ----------------- | ------ |
| Deutschland (GfK)        | 25 (13 Wo.)       | 13     |
| Österreich (Ö3)          | 51 (4 Wo.)        | 4      |